# Joachim Streit
Joachim Streit (Treviri, 4 giugno 1965) è un politico tedesco, dal 2024 europarlamentare per Liberi Elettori, membro del gruppo centrista Renew Europe.

## Attività politica
Nel 2025, in Canada s'è discussa la possibilità che il paese aderisse all'Unione europea, anche in risposta agli atteggiamenti minacciosi da parte degli Stati uniti guidati da Donald Trump. Benché Paula Pinho, portavoce della Commissione europea, abbia dato un parere negativo, Streit sostiene che la possibilità legale ci sia e sta lavorando per favorire l'integrazione fra il Canada e l'UE.